# Beukenrussula
De beukenrussula (Russula fellea) is een paddenstoel uit de familie Russulaceae. Hij groeit op zandige bodem bij beuken, zelden bij sparren. Vruchtlichamen zijn te vinden van augustus tot november.

## Kenmerken

### Uiterlijke kenmerken
Hoed
De hoed heeft een diameter van 3 tot 9 centimeter. Het oppervlak is okergeel. Bij jonge exemplaren is de vorm gewelfd. Het hoedoppervlak is strogeel tot honingbruin van kleur, soms met een oranje zweem. Bij nat weer is de hoed vochtig en plakkerig. Met druk verschijnen roestbruine vlekken op de hoed.
Lamellen
De lamellen zijn zelden vertakkend. De kleur is eerst witachtig, daarna lichtbruin.
Steel
De steel 3 tot 7 cm lang en heeft een dikte tot 2 cm. De steel is recht en crèmekleurig tot gelig. De kleur is wat lichter dan de hoed. De vorm is cilindrisch, knotsvormig in het onderste deel. De steel is vol bij jonge exemplaren, leeg bij oudere.
Geur
De geur is zoetzurig en lijkt op ingeblikte appelmoes.
Smaak
De smaak is zeer scherp.
Sporenprint
De sporenprint is wit (Ia volgens Romagnesi).

### Microscopische kenmerken
De sporen zijn ellipsvormig met een sporenmaat van 7,5-9 × 5-7 µm. Cystidia zijn talrijk, dun, knotsvormig, soms eindigend. Ze zijn 55-115 × 5,7-8,5 µm. Ze worden zwart onder invloed van sulpho-vanille. In de epidermis bevinden zich geelbruine (in het midden) dermatocystidia, die grijs worden onder invloed van sulpho-vanille.

## Verspreiding

Europees verspreidingsgebied

De beukenrussula komt voor in Europa, Israël en Noord-Afrika (Marokko). Er is ook bewijs uit Noord-Amerika, maar hier is het de vraag of de Noord-Amerikaanse taxa echt verwant zijn aan de Europese Russula fallea of dat de collecties werden verward met zeer vergelijkbare soorten zoals Russula simillima. In Europa komt de soort voor van Spanje en Italië in het zuiden tot Bulgarije en Roemenië in het zuidoosten. In West-Europa is het vrij algemeen tot vrij algemeen in heel Groot-Brittannië, het eiland Ierland en de Benelux-landen. De russula is zelfs gevonden in beukenplantages op de Hebriden. In het noorden strekt zijn verspreidingsgebied zich uit tot in het zuiden van Scandinavië. Het meest noordelijke bewijs uit Zweden komt uit het Gästrikland (60e breedtegraad). In Noorwegen werd de beukenrussula waargenomen nabij Ålesund (62e breedtegraad). De kans is groot dat de russula in bijna het gehele verspreidingsgebied van de gewone beuk voorkomt, daarom is hij natuurlijk ook wijdverbreid en algemeen in heel Centraal-Europa.
Hij komt in Nederland algemeen voor. Hij is niet bedreigd en staat niet op de rode lijst.

## Foto's

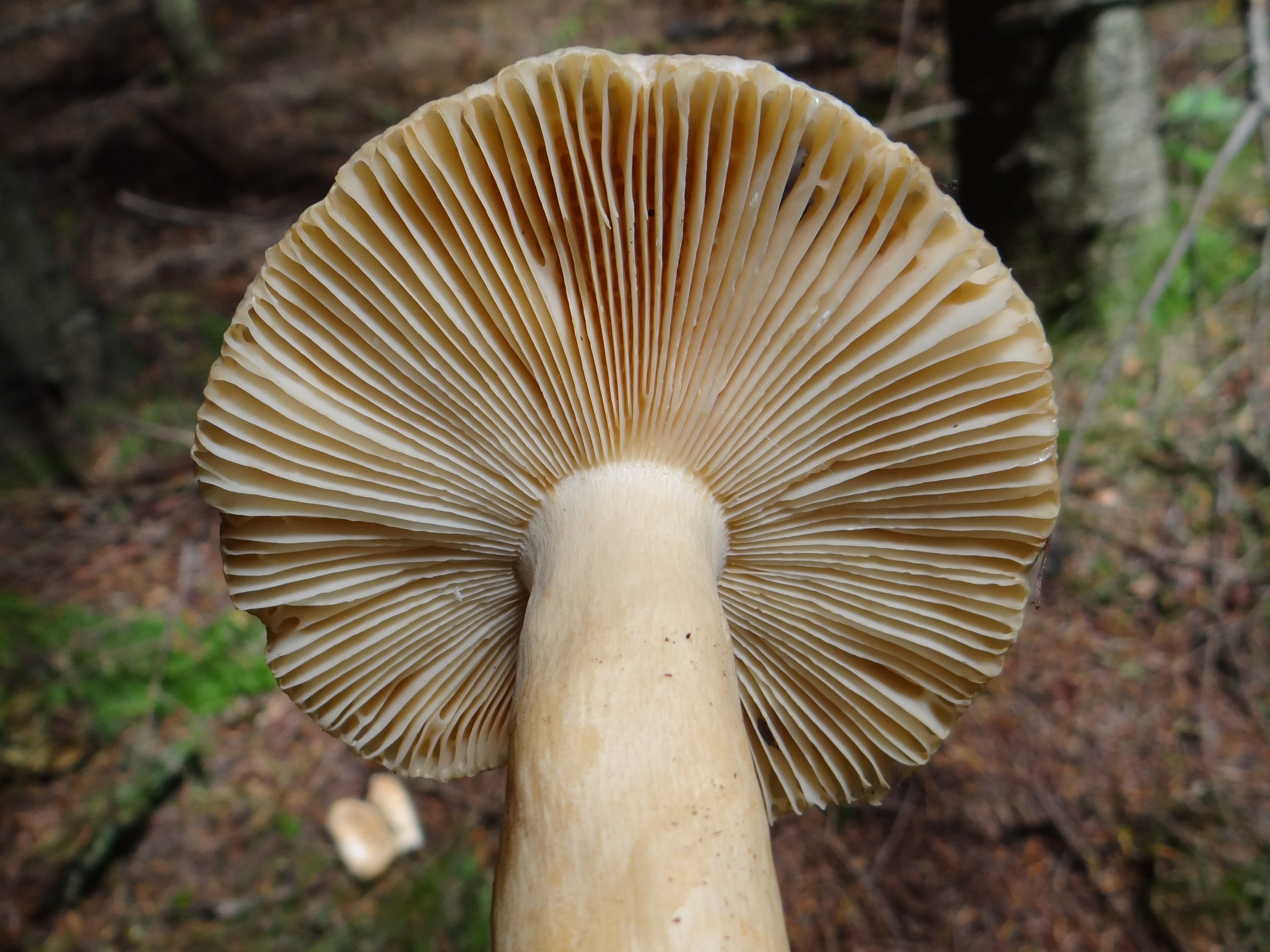
Lamellen en steel
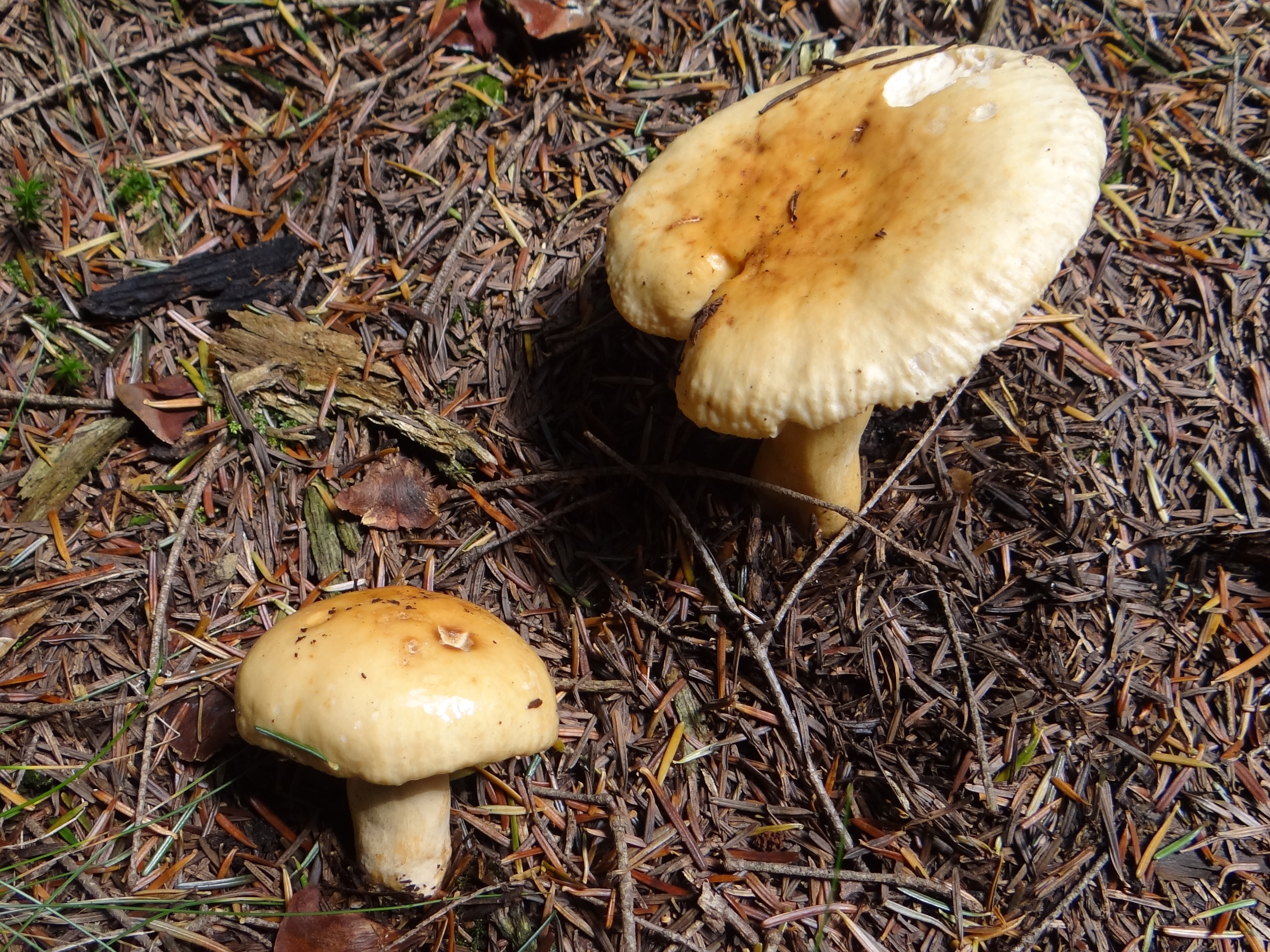
Twee vruchtlichamen

1. ↑  Geelwitte russula (Russula ochroleuca) op yavannah.nl